# Antonio Velasco Piña
Antonio Velasco Piña (Buenavista de Cuéllar, Guerrero; 8 de septiembre de 1935-Ciudad de México, 27 de diciembre de 2020) fue un escritor, novelista, ensayista, abogado e historiador mexicano.

## Biografía
Velasco Piña nació el 8 de septiembre de 1935, en la localidad de Buenavista de Cuellar, en Guerrero, al sur de México.
Desde muy joven se interesó por el legado cultural prehispánico dejado por grandes civilizaciones en el país, como los mexicas o los mayas, por la historia mundial y por su ferviente sentir nacionalista desde una perspectiva pagana (mexicáyotl), rechazando la religión católica.
Estudió derecho en la Universidad Nacional Autónoma de México. En ese entonces atraído por los avances de ciertos juristas mexicanos y extranjeros como Floris Margadant y Manuel Crescencio García Rejón, quien patentase el recurso de amparo en la democracia.
No fue sino hasta después de 1968, que al ser partícipe en el movimiento estudiantil de 1968, definiría su postura política y filosófica, abocándose al estudio de la historia.
Comenzó a escribir hasta la década de los 80, con su libro debut: Tlacaélel, el azteca entre los aztecas (1979).
Falleció el 27 de diciembre de 2020 a los ochenta y cinco años.

## Visión
Velasco Piña, fue autoproclamado nacionalista y a su vez marxista, quién a su vez llegaría a rechazar la democracia liberal y el estalinismo, esto en el contexto histórico de la Guerra Fría.
Fundando una organización llamada "La Nueva Mexicanidad", abocado a la lucha cívica no armada y espiritual, al reencuentro del mexicano mismo y a su misión en la vida.

## Crítica
Fue tachado de ser un autor fascista, por tener recurrentes temas acerca del ideal alemán del trabajo y su relación con el neognosticismo,[cita requerida] así como de sus puntos de vista racialistas y de nacionalismo y religión étnica.
Cabe mencionar que él mismo rechazó estas afirmaciones, declarándose partidario de una nueva democracia, auténtica y antiimperialista, de la defensa de los derechos indígenas y del Protocolo de Kioto sobre el cambio climático.

## Obras
- Ángeles guerreros (2015).[6]
- El palacio sagrado (2014)
- Aníbal y escipión (2013)
- El retorno de las águilas y los jaguares (2012)
- Cartas a Elizabeth (2011)
- San Judas Tadeo (2009)
- El retorno de lo sagrado (2009)
- La guerra sagrada de Independencia (2008)
- Los siete rayos (2007)
- El Círculo Negro: Grupo detrás del poder en México (2006)
- Hombres que quieren ser (2000)
- El despertar de Teotihuacán (1994)
- Regina - Dos de octubre no se olvida (1987)
- Dos guerreros olmecas (1980)
- Tlacaélel, el azteca entre los aztecas (1979)
- La mujer dormida debe dar a luz (1968).[7]
- El espejo del viento (1992).
- La herencia olmeca.
- Regina, historia de un musical mágico.